# Владимир Митрушев
Владимир Вълчев Митрушев е български политик. Народен представител от парламентарната група на ГЕРБ в XLII народно събрание. Владее английски, руски и немски език.

## Биография
Владимир Митрушев е роден на 27 февруари 1978 година в град Димитровград. Завършва Езикова гимназия в град Димитровград, а след това специалност „Счетоводство и контрол“ в Икономически университет - Варна. Работи в сферите на инвестиционната дейност и строителството във Великобритания и България. Женен с две деца.
През 2011 година е назначен за заместник-кмет на Община Димитровград с ресор Строителство.
На парламентарните избори през 2013 година е избран за народен представител от листата на ГЕРБ за 29 МИР Хасково.
С решение на „Български Енергиен Холдинг“ ЕАД от 28 ноември 2014 година е избран за член на надзорния съвет на „Булгартрансгаз“ ЕАД. Работи като заместник-председател на Надзорния съвет на „Булгартрансгаз“ ЕАД до април 2021 година.